# Protectorat dels Territoris del Nord de la Costa d'Or
El Protectorat dels Territoris del Nord de la Costa d'Or fou un territori britànic al nord del país aixanti, a la Costa d'Or (avui Ghana), establert el 1897 i que va existir fins a la independència de Ghana el 1957.
El territori del nord fou ocupat militarment el 15 d'octubre de 1897 després que l'àrea havia estat devastada pels traficants d'esclaus Samory i Babatu i es van produir lluites civils entre diversos regnes de la zona; l'objectiu principal era restaurar la pau i la confiança. La zona va esdevenir un protectorat de facto, declarat formalment el 26 de setembre de 1901 (protectorate of Northern Territories) entrant en força l'1 de gener de 1902. Entre les dues dates (1897-1901) es van signar tractats de límits amb França (al nord i oest, 1898) i amb Alemanya (a l'est, 1899). Regnes com Gonja i Mamprugu o Mamprusi havien quedar desorganitzats per la guerra; el regne de Dagbon (Dagomba) havia quedat dividit entre britànics i alemanys; a més els regnes locals eren molt descentralitzats i els caps territorials operaven de manera independent dels seus reis; els britànics van treballar durant 35 anys per restaurar els regnes desintegrats.
Entre 1897 i 1907 el territori fou administrat per un Cap Comissionat i els oficials del segon batalló del regiment de la Costa d'Or, fins que l'1 de gener de 1907 les tropes van quedar substituïdes per un Constabulary (una mena de policia armada) i es va iniciar l'administració civil. La primera escola es va obrir a Tamale el 1909.
El territori es va dividir des del 1897 en tres districtes: Black Volta, White Volta i Kintampo amb capital a Kintampo (South), Wa (North West) i Gambaga (North East) i encara que el 1921 i fins al 1930 Wa-Gambaga van quedar unificats quedant només dos districtes, els tres inicials van ser restablertes el 1930 si bé la capital del Nort-East va passar a Navrongo. Els dos primers districtes estaven dividits en set subdistrictes (Dagarti, Grunshi, Frafra, Marnprusi, Wa, Bole and Daboya). El 1907 la capital del districte del South va passar a Tamale (abans a Kintampo) i el 1908 la capital conjunta, que era a Gambaga, també va passar a Tamale. Aquesta divisió administrativa va restar fins al 1960.
Hi havia també nombrosos estats natius que els britànics van reagrupar en els regnes de Mamprusi (que van cedir al "na" o rei de Nalerigu; el regne de Dagomba (cedit al "na ya" de Yendi al Togo Britànic); el regne de Nanumba, el regne de Gonja, el regne de Krachi i altres (1932, amb legislació completada el 1933). El 1937 una visita de caps locals a la zona va constatar un desenvolupament notable (i inesperat) de la regió. El 1946 es va constituir el Consell de Caps o Northern Territories Territorial Council NTTC (després de 1950 Northern Territories Council NTC), merament consultiu i actuant només si era convidat pel cap comissionat del Protectorat. Estava format per 17 membres (19 des de 1950) seleccionats per les autoritats natives però de fet format pels caps principals amb un membre addicional per Western Dagbon (els caps podien delegar en altres caps o en persones comuns). Les discussions eren en diverses llengües, ja que molts no parlaven anglès, i en presència d'intèrprets. Fou reformat per la Native Authority (Northern) Ordinance de novembre de 1950.
El 1948 es va introduir a Tamale el primer partit polític, una secció del United Gold Coast Convention (creat al sud el 1947), però els militants eren funcionaris del sud residents al nord; el juny de 1949 es va transformar en part del Convention People's Party (que sota Kwaneh Nkrumah s'havia escindit del UGCC). Al començament de 1952 ja hi havia 35 seccions del partit al nord amb uns 200 afiliats. L'abril de 1954 la gent del nord va formar un partit anomenat Northern Peoples Party (NPP); un altre partit del nord fou la Muslim Association Party (M.A.P.) derivat de la Gold Coast Muslim Association formada el 1932 com organització social i de caritat. Ambdós partits pretenien competir a les eleccions de juny de 1954 (i de fet van concórrer aliats) on a més del CPP hi havia una escissió d'aquest unida al UGCC el 1952 (després dels mals resultats de la UGCC en les eleccions de 1951), el Ghana Congress Party (GCP), dirigit per Kofi Busia.
La Constitució de 1951 va donar participació als Territoris del Nord en el govern general, podent enviar 19 representants a l'Assemblea Legislativa. El NTC va seguir funcionant cada vegada més com un petit parlament. El 1952 fou reformat altre cop per incloure representants dels Consells de districte. El 1954 es va introduir una nova constitució a la Costa d'Or que creava una assemblea legislativa de 104 membres (26 pel Nord). A les eleccions el CPP va presentar al nord 25 candidates, el NPP en va presentar 16, el M.A.P (aliat a l'anterior) 6, i finalment hi va haver 33 independents. A les eleccions foren elegits 12 del NPP i 7 del CPP, i la resta eren independents però de fet també afavorien a un o l'altre i finalment 17 en total eren favorables al NPP (incloent 1 del MAP). El CPP va guanyar al sud (1 sol escó pel GCP, algun pel Togoland Congress del Togo Britànic i 1 per l'Anlo Youth Organisation) i va tenir majoria a l'Assemblea amb el NPP com a principal oposició; però llavors els aixantis, amb descontents del CPP, van formar el National Liberation Movement, moviment federalista que es va aliar al NPP i al Togoland Congress (partit ewe partidari de la unificació del Togo francès i el Togo Britànic) i aquest darrer es va veure afavorit per la decisió de les Nacions Unides de celebrar un referèndum. El plebiscit es va fer el maig de 1956 i el resultat fou favorable al fet que el Togo Britànic restés dins la Costa d'Or, en bona part dins els Territoris del Nord de la Costa d'Or (58% contra 42% en el total però a la secció nord el 79% en fou favorable mentre que a la secció sud on vivien els ewes el 55% en fou contrari i només el 45% favorable)
A les eleccions de 1956 el CPP va presentar candidats a les 26 circumscripcions i el NPP només a 23 i es van presentar 10 independents; els resultats foren que el NPP va guanyar 15 escons (el MAP va perdre el seu escó) i el CPP 11, sense cap pels independents. Al país Aixanti el NLM va guanyar 13 escons de 21 però en conjunt el CPP va obtenir 71 de 104 escons i podia formar govern amb majoria absoluta. El NPP i el TC van enviar (agost 1956) una delegació a Londres per demanar que en cas d'independència, el govern britànic continués governant sobre el Nord i el Togoland Britànic; la gestió no va reeixir i l'11 de setembre el govern britànic anunciava que la independència seria el 6 de març de 1957. El Consell Territorial va entrar en pànic i va començar a legislar i a exigir garanties de salvaguarda dels drets dels habitants del nord assistint a la conferència constitucional de 30 d'octubre a 2 de novembre de 1956, però el CPP va rebutjar totes les propostes de federalisme o de poders regionals. El NTC va amenaçar de seguir com a protectorat i va aprovar una resolució en aquest sentit a menys que s'acceptés el federalisme, però quan el govern britànic els va comunicar que no es podia fer res, ja que el protectorat quedaria abolit per la independència i Gran Bretanya no podia mantenir relacions amb parts d'un estat, la resistència es va acabar i els caps del nord van haver d'acceptar les imposicions de Krumah i el CPP; fins i tot alguns caps van entrar llavors al CPP. El 6 de març de 1957 el Nord va passar a formar part del nou estat de Ghana.
El Consell Territorial va existir fins a la seva dissolució el 1958 (Councils [Northern Territories and Trans-Volta/Togoland] Dissolution Bill, 1958). Es van celebrar eleccions per les assemblees regionals l'octubre de 1958 però aquests estaments regionals foren definitivament abolits el març de 1959.

## Caps Commissionats
- 1897 - 1899 Henry Ponting Northcott (commissionat i comandant)
- 1899 Sir Edwin Arney Speed (oficial de districte)
- 1899 - 1904 Sir Arthur Henry Morris
- 1904 - 1910 Alan Edward Garrard Watherston
- 1910 - 1920 Cecil Hamilton Armitage
- 1920 - 1924 Arthur James Philbrick
- 1924 - 1929 Arthur Henry Chamberlain Walker-Leigh
- 1929 - 1930 Angus Colin Duncan Johnstone (interí)
- 1930 - 1933 Francis Walter Fillon Jackson
- 1933 - 1942 William John Andrew Jones
- 1942 - 1946 George Edward Gibbs
- 1946 - 1948 William Harold Ingrams
- 1948 - 1950 Edward Norton Jones
- 1950 - 1953 Geoffrey Noel Burden

## Caps oficials Regionals
- 1953 - 1954 Arthur John Loveridge
- 1954 - 1957 Sydney MacDonald-Smith